# Stanisław Bukowski
Stanisław Bukowski (* 3. Januar 1923 in Zakopane; † 19. Januar 2002 in Kościelisko) war ein polnischer Skilangläufer.
Bukowski, der für Wisła Zakopane startete, wurde sechsmal polnischer Meister mit der Staffel (1948, 1949, 1952, 1953, 1955, 1956), viermal über 50 km (1953, 1955, 1958, 1960) und jeweils einmal über 18 km (1951) und 30 km (1952). Bei den Olympischen Winterspielen 1948 in St. Moritz belegte er den 70. Platz über 18 km sowie zusammen mit Józef Daniel Krzeptowski, Tadeusz Kwapień und Stefan Dziedzic den zehnten Rang in der Staffel und bei den Olympischen Winterspielen 1956 in Cortina d’Ampezzo den 29. Platz über 30 km sowie den 13. Rang über 50 km.